# BC Oostende in het seizoen 2022/23
Het seizoen 2022/2023 was het 53e jaar in het bestaan van de Oostendse basketbalclub BC Oostende. De club kwam uit in de basketbalcompetitie van Nederland en België, de BNXT League. 

## Verloop
Oostende begon de BNXT League als uittredend landskampioen. Oostende won de nationale competitie en won veertien van zijn achttien wedstrijden hierdoor kwalificeerden ze zich voor de Elite Gold. In de Elite Gold werden ze tweede achter Antwerp Giants dat ongeslagen bleef. Door de tweede plaats waren ze tweede reekshoofd in de nationale play-offs. Ze wonnen in de halve finale van Kangoeroes Mechelen en versloegen in de finale de Antwerp Giants voor de titel en kroonde zich voor de 24e keer tot landskampioen. In de BNXT League play-offs versloegen ze Limburg United in de halve finales maar verloren in de finale van ZZ Leiden. Aan het einde van het seizoen stopte Dusan Djordjevic als profbasketballer.
In de Belgische beker won Oostende in de kwartfinales van Limburg United en in de halve finales van Spirou Charleroi. In de finale werd er verloren van de Antwerp Giants.

### Europees basketbal
Oostende speelde in het seizoen 2022/23 in de Basketball Champions League Europees basketbal. Ze waren rechtstreeks geplaatst voor het reguliere seizoen waarin ze derde werden in hun groep C met Galatasaray, Hapoel Holon BC en Legia Warschau. Door de derde plaats speelden ze play-in tegen Bahçeşehir Koleji SK maar verloren en waren uitgeschakeld.

## Selectie
Antwerp Giants ·
Apollo Amsterdam ·
Aris Leeuwarden ·
BAL ·
Union Mons-Hainaut ·
Den Helder Suns ·
Donar ·
Feyenoord ·
Heroes Den Bosch ·
Kangoeroes Basket Mechelen ·
Landstede Hammers ·
Leuven Bears ·
Liège Basket ·
Limburg United ·
Okapi Aalst ·
Oostende ·
Brussels Basketball ·
Spirou Charleroi ·
Yoast United ·
ZZ Leiden